# Frans van Mieris den äldre

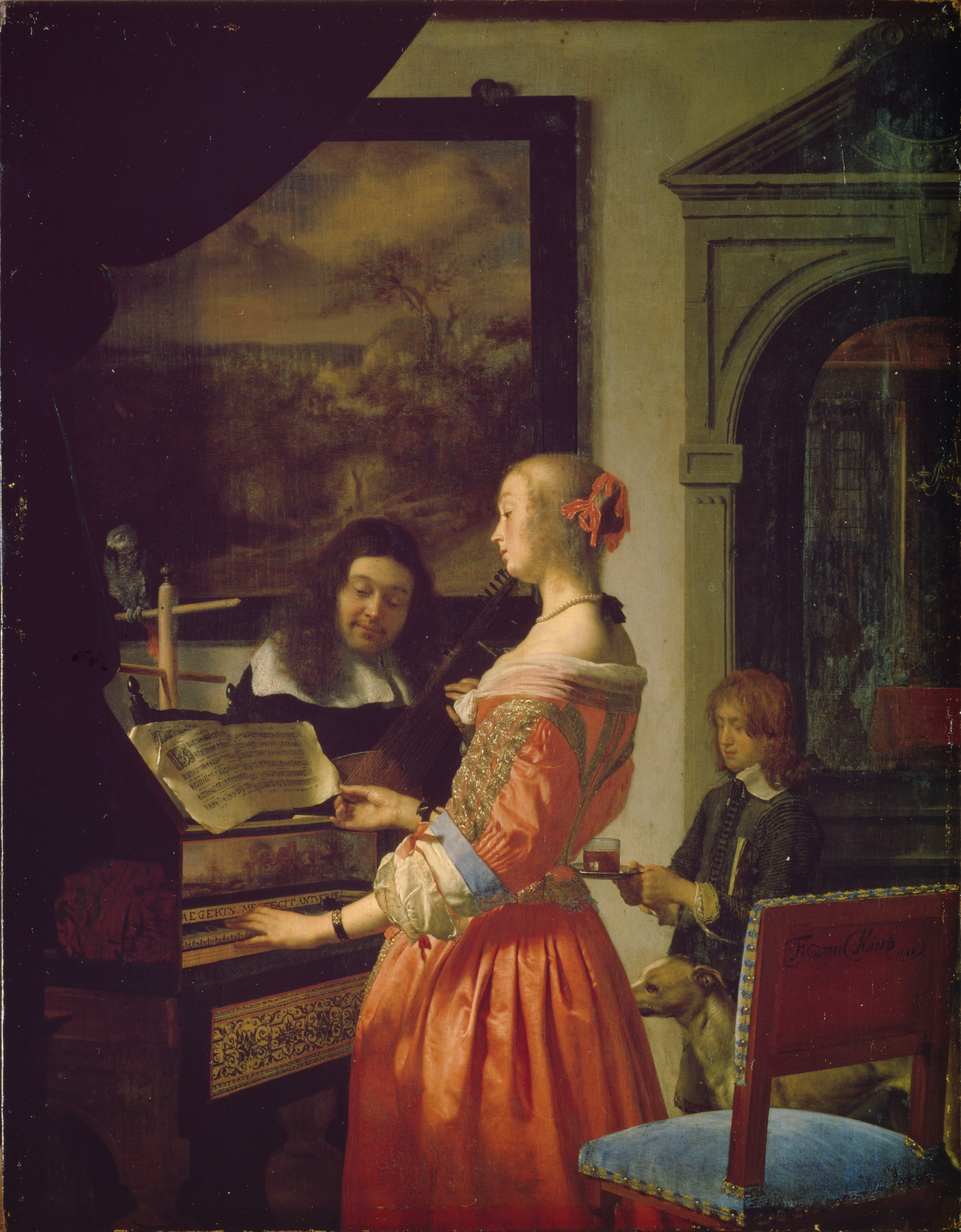
Lady vid cembalo, oljemålning av Frans van Mieris den äldre 1658.

Frans van Mieris den äldre, född 16 april 1635, död 12 mars 1681, var en holländsk konstnär.

## Biografi
Frans van Mieris var verksam i Leiden, som lärjunge till Gerard Dou, vars finmåleri i den högre genren han fortsatte med skarp iakttagelseförmåga, noggrann deltaljbehandling och kraftig färggivning, men utan mjukare ljusdunkelbehandling. I sina kabinettsstycken har han stundom avbildat verkliga personer och även gjort självporträtt. Han har även illustrerat ordspråk eller komiska situationer. Bland hans lärjungar märks de båda sönerna, Jan van Mieris och Willem van Mieris, den senare far till arkeologen och numismatikern Frans van Mieris den yngre.